# 11 giugno
L'11 giugno è il 162º giorno del calendario gregoriano (il 163º negli anni bisestili). Mancano 203 giorni alla fine dell'anno.

## Eventi
- 1184 a.C. – Guerra di Troia: Troia viene saccheggiata e bruciata, secondo Eratostene;
- 1157 – Fondazione della Marca del Brandeburgo: Alberto l'Orso sconfigge Jaxa von Köpenick;
- 1185 – Partenza da Messina della flotta del Regno di Sicilia guidata da Tancredi di Lecce in vista della spedizione contro l'Impero bizantino;
- 1289 – Si combatte la battaglia di Campaldino;
- 1495 – Luigi d'Orléans occupa la città di Novara, dando inizio al conflitto col Ducato di Milano[1];
- 1509 – Matrimonio di Enrico VIII d'Inghilterra e Caterina d'Aragona;
- 1534 – Jacques Cartier e il suo equipaggio celebrano la prima messa in Nord America di cui si abbia notizia;
- 1770 – Il capitano James Cook si arena sulla Grande barriera corallina;
- 1775 – Luigi XVI di Francia viene incoronato re di Francia;
- 1788 – L'esploratore russo Gerasim Grigor'evič Izmajlov raggiunge l'Alaska;
- 1848 – Inizia la rivolta operaia a Praga; si concluderà il 17 giugno;
- 1899 – Papa Leone XIII dedica l'intera razza umana al Sacro Cuore di Gesù;
- 1901 – L'Impero britannico affida alla Nuova Zelanda l'amministrazione delle isole Cook;
- 1903 – Il re di Serbia Alessandro I e sua moglie, la regina Draga, vengono assassinati da un gruppo di cospiratori;
- 1905 – Papa Pio X pubblica la lettera enciclica Il fermo proposito, che sigla la nascita dell'Azione Cattolica Italiana;
- 1912 – Guerra italo-turca: inizia la battaglia dei Monticelli;
- 1940 – Seconda guerra mondiale: l'aviazione britannica bombarda Genova e Torino;
- 1941 – Seconda guerra mondiale: si conclude la battaglia di Bir-Hacheim con una sofferta vittoria dell'Asse;
- 1942 – Seconda guerra mondiale: gli Stati Uniti d'America accettano di inviare aiuti economici a prestito all'Unione Sovietica;
- 1944 – Seconda guerra mondiale: è proclamata la Repubblica partigiana della Valsesia;
- 1955 – Disastro di Le Mans del 1955: con 84 vittime e 120 feriti è l'incidente più grave nella storia dell'automobilismo;
- 1962 – John e Clarence Anglin assieme a Frank Morris riescono a fuggire da Alcatraz;
- 1963 – George Wallace, il governatore dell'Alabama, si piazza sulla soglia del Foster Auditorium dell'Università dell'Alabama cercando di impedire l'ingresso a due studenti neri;
- 1982 – Esce nelle sale E.T. l'extra-terrestre;
- 1993 – Esce nelle sale Jurassic Park;
- 2002 – Il Congresso degli Stati Uniti, con la risoluzione 269, riconosce ufficialmente il fiorentino Antonio Meucci come primo inventore del telefono, nonostante il brevetto fosse stato depositato da Alexander Graham Bell;
- 2004 – La sonda Cassini-Huygens compie il passaggio più ravvicinato a Febe mai raggiunto;
- 2008 – Oslo: il parlamento norvegese approva a larga maggioranza una legge che rende legale il matrimonio fra persone dello stesso sesso.

## Nati
Ci sono circa 1 070 voci su persone nate l'11 giugno; vedi la pagina Nati l'11 giugno per un elenco descrittivo o la categoria Nati l'11 giugno per un indice alfabetico.

## Morti
Ci sono circa 500 voci su persone morte l'11 giugno; vedi la pagina Morti l'11 giugno per un elenco descrittivo o la categoria Morti l'11 giugno per un indice alfabetico.

## Feste e ricorrenze

### Civili
Internazionali:
- Giornata mondiale del lavoro a maglia in pubblico[2]

### Religiose
Cristianesimo:
- San Barnaba
- Santi 3 martiri mercedari di Damietta
- Sant'Aleide di Schaerbeek, vergine
- San Bardone di Magonza, vescovo
- San Giovanni da San Facondo, sacerdote eremita agostiniano
- Santa Maria Rosa Molas y Vallvé, religiosa e fondatrice
- San Massimo di Napoli, vescovo e martire
- Santa Paola Frassinetti, vergine
- San Parisio, sacerdote camaldolese
- San Rimberto di Brema, vescovo
- Beato Ignazio Maloyan, vescovo e martire
- Beata Iolanda di Polonia, badessa
- Beata Maria Schininà (Maria del Sacro Cuore di Gesù), fondatrice delle Suore del Sacro Cuore di Gesù
- Beato Stefano Bandelli, domenicano
- Beato Ludovico Sabbatini, presbitero ed educatore cattolico

Religione romana antica e moderna:
- Matralia, festività dedicata a Mater Matuta
- Natale di Fortuna del Foro Boario
- Vestalia, quinto giorno